# Beatrich
Beatričė Pundžiūtė (Kaunas, 16 april 1998), beter bekend onder haar artiestennaam Beatrich, is een Litouws zangeres. Met het nummer Like a Movie nam ze deel aan Pabandom iš naujo! 2023, de Litouwse preselectie voor het Eurovisiesongfestival 2023.

## Biografie
Pundžiūtė werd geboren in Kaunas, maar verhuisde op jonge leeftijd naar Šilute. Ze werd geboren in een medische familie. Als kleuter zong ze al in een klein groepje en op school zong ze countrymuziek en ze studeerde viool spelen op een muziekschool. Na het afronden van haar schooltijd, keerde ze terug naar Kaunas. Hierna verhuisde ze naar Los Angeles, voor drie à vier maanden om liedjes te schrijven. Ook woonde ze in Londen, waar ze samen met een team aan muziek werkte. Pundžiūtė is eveneens woonachtig in Londen. Voor concerten keert ze terug naar Litouwen.
Op 20 december 2022 werd bekend dat Beatrich meedeed aan Pabandom iš naujo!, de Litouwse preselectie voor het Eurovisiesongfestival 2023 met de single Like a Movie. Het nummer werd vrijgegeven in januari. Beatrich trad aan in de tweede heat en eindigde op de eerste plaats. In de tweede halve finale trad ze opnieuw aan en wist ze zich te kwalificeren voor de finale. In de finale eindigde ze op de derde plaats met een puntentotaal van 16.

## Discografie

### Albums
| Jaar | Titel           |
| ---- | --------------- |
| 2022 | Songs About You |

### Singles
| Jaar | Titel                          |
| ---- | ------------------------------ |
| 2017 | About                          |
| 2017 | Don't Let My Go                |
| 2017 | Good Things (met Radistai DJs) |
| 2017 | Hollywood                      |
| 2017 | I Need the Beat                |
| 2017 | Superstar                      |
| 2018 | Everything You Say             |
| 2018 | Pardon Me                      |
| 2018 | Love Shot                      |
| 2019 | Runaway                        |
| 2020 | Flashback                      |
| 2021 | Same Song                      |
| 2021 | 2 Much                         |
| 2021 | Believe                        |
| 2021 | Hands Tied                     |
| 2023 | Wishlist                       |
| 2023 | Postcards                      |
| 2023 | Love Bites                     |
| 2023 | Wish You Wanted to See Me      |
| 2023 | Cold Hands                     |
| 2023 | Like a Movie                   |

- International Standard Name Identifier: 0000 0005 0302 9340
- MusicBrainz: 69bcd029-ef29-485a-a076-f9b6c8bbc293